# Kráľova hoľa
Kráľova hoľa (česky Králova hola, německy Königsberg, tedy Králův vrch) je nejvyšší vrch východní části Nízkých Tater, tedy Kráľovohoľských Tater. Patří k nejnavštěvovanějším vrchům Nízkých Tater. Kráľova hoľa poskytuje jedinečný výhled na Spiš, Vysoké Tatry, Liptov, ale také na Horehroní. Je to vrch, opěvovaný básníky a opředený pověstmi. Zpívá se o ní také ve slovenské lidové písni Na Kráľovej holi. Je zde přírodní rezervace s názvem „Pralesy  Slovenska - Kráľova hoľa“ (187 ha).
Pod horou pramení řeky Černý Váh, Hnilec, Hornád a Hron. Na vrcholu se od roku 1960 nachází televizní vysílač Kráľova hoľa.
Z obce Šumiac vede na vrchol asfaltová silnice (uzavřena pro motorizovanou veřejnost), spolu se značenou cyklostezkou. Na vrcholu se nachází meteorologická stanice a sídlo horské služby. Vrchol je východiskem pro hřebenovou pěší turistiku východním směrem, s možností noclehu v útulně Andrejcová. Ta slouží k jednorázovému ubytování turistů. Je celoročně otevřená a není pravidelně udržována. Kráľova hoľa je taktéž přístupná dvěma stezkami z Telgártu, dále ze Smrečinského sedla nad obcí Vikartovce a z Liptovské Tepličky.

## Geologie
Z geologického hlediska je vrchol Kráľovy hole tvořen fylonity svorů až pararul a pararuly. Západní svahy jsou budovány ortorulemi, východní svahy granodiority.

## Turistika
Na Kraľovu hoľu vede celá řada značených turistických cest:
- Po  značce z obce Liptovská Teplička
- Po  značce z obce Spišské Bystré přes Smrečínske sedlo (1442 m n. m.)
- Po  značce z obce Šumiac
- Po  značce z obce Telgárt přes vrch Králova skála (1690,3 m n. m.)
- Po  značce z obce Telgárt
- Po  značce ze západu po hlavním hřebenu ze Strední hole (1875,9 m n. m.)
- Cestou z obce Šumiac

## Původ jména
Jméno je údajně odvozeno od uherského krále Matyáše Korvína, který zde měl v 15. století svůj lovecký revír.